# Goulven (prénom)
Goulven est un prénom breton masculin.

## Fête
- 1er juillet

## Variantes
- Au masculin : Golven, Gonvel, Gonven, Goulien, Goulven, Goulwen, Golwen, Goven[1].
- Au féminin : Goulvena, Goulvenez, Goulwena, Goulwenez[1].